# Potato Project
Le Potato Project (Projet Pomme de terre) est un programme de la Society of St. Andrew, organisation caritative américaine. C'est un moyen économique d'apporter des produits alimentaires sur la table des Américains souffrant de la faim au lieu de les envoyer en décharge, et, par la même occasion, de réduire les déchets et de remplir un rôle social nécessaire. Depuis son démarrage en 1979, le Potato Project et les autres programmes de la Society of St. Andrew ont permis de récupérer plus de 230 000 tonnes de produits.
Bien que la logistique puisse se révéler délicate, le concept du Potato Project est pratique et simple : des semi-remorques entières de pommes de terre, de patates douces et d'autres produits sont souvent rejetées par les centres commerciaux ou les usines de chips à cause d'imperfections dans la forme, la taille, la présence de taches en surface ou la teneur en sucre. 
Habituellement, ces chargements rejetés mais parfaitement consommables  finissent dans les décharges. 
Grâce au Potato Project, la Society of St. Andrew est à même de rediriger ces chargements de  denrées alimentaires vers les soupes populaires, les réserves amérindiennes, les banques alimentaires, les zones d'habitation à faible revenu, les églises locales et d'autres agences de lutte contre la faim pour les distribuer aux pauvres.
Les produits sont donnés, de sorte que la Society of St. Andrew ne paie que les frais de transport et de conditionnement des aliments — à peine treize cents par kilogramme ou deux cents par ration. Les aliments sont distribués aux nécessiteux sans frais pour ces derniers.
Les programmes de la Society of St. Andrew fonctionnent sur les dons des particuliers, d'églises et des subventions de fondations, à 3,5 % de frais..